# فدرة
فدرة قرية تتبع ناحية البهلولية في منطقة اللاذقية في محافظة اللاذقية.